# Coupe du monde d'escrime 2012-2013
Navigation
Édition précédente Édition suivante
| Légende                   |
| Championnats du monde     |
| Championnats continentaux |
| Grands Prix               |
| Coupe du monde            |
| Satellite                 |

Résultats des principaux tournois d'escrime organisés par la FIE pour la saison 2012-2013.

## Épéeindividuelle

### Palmarès Hommes
| Date       | Nom et lieu du tournoi                                 | Vainqueur              | Finaliste              |
| 13/10/2012 | Kupittaa tournament, Turku                             | Mihails Jefremenko     | Niko Vuorinen          |
| 28/10/2012 | Tournoi satellite, Copenhague                          | Kasper Roslander       | Teemu Seeve            |
| 11/11/2012 | Tournoi satellite, Arhus                               | Frederik von der Osten | Kasper Roslander       |
| 18/11/2012 | Tournoi satellite, Antalya                             | Joao Cordeiro          | Jose Manuel Damas      |
| 24/11/2012 | Tournoi satellite, Oslo                                | Rubén Limardo          | Bartosz Piasecki       |
| 01/12/2012 | Belgrade Trophy, Belgrade                              | Danilo Nikolic         | Solt Serra             |
| 08/12/2012 | Tournoi satellite, Dublin                              | Federico Bollati       | Ricardo Candeias       |
| 12/01/2013 | SAF Pokalen, Stockholm                                 | Nikolai Novosjolov     | Robin Kase             |
| 19/01/2013 | Grand Prix du Qatar 2013, Doha                         | Gábor Boczkó           | Anton Avdeyev          |
| 26/01/2013 | Coupe du monde, Legnano                                | Max Heinzer            | Silvio Fernández       |
| 16/02/2013 | Heidenheim Pokal, Heidenheim                           | Bogdan Nikishin        | Ulrich Robeiri         |
| 23/02/2013 | International Hapoel games, Ashkelon                   | Yuval Shalom Freilich  | Ido Ajzenstadt         |
| 16/03/2013 | Glaive de Tallinn, Tallinn                             | Max Heinzer            | Song Jae-ho            |
| 24/03/2013 | Grand Prix, Vancouver                                  | Matteo Tagliariol      | Nikolai Novosjolov     |
| 04/05/2013 | Challenge réseau ferré de France, trophée Monal, Paris | Daniel Jerent          | Alexandre Blaszyck     |
| 12/05/2013 | Grand Prix de Berne, Berne                             | Max Heinzer            | Bogdan Nikishin        |
| 18/05/2013 | Tournoi satellite, Split                               | Jorg Mathe             | Solt Serra             |
| 25/05/2013 | Jockey Club Argentino, Buenos Aires                    | Rubén Limardo          | Jiri Beran             |
| 06/06/2013 | Championnats asiatiques, Shanghai                      | Elmir Alimzhanov       | Kweon Young-jun        |
| 16/06/2013 | Championnats d'Europe, Zagreb                          | Joerg Fiedler          | Daniel Jerent          |
| 16/06/2013 | Championnats panaméricains, Cartagena                  | Silvio Fernández       | Hugues Boisvert-Simard |
| 27/06/2013 | Championnats d'Afrique, Le Cap                         | Khaled Buhdeima        | Ahmed Nabil            |
| 08/08/2013 | Championnats du monde, Budapest                        | Nikolai Novosjolov     | Rubén Limardo          |

### Palmarès Femmes
| Date       | Nom et lieu du tournoi                                       | Vainqueur              | Finaliste              |
| 14/10/2012 | Kupittaa tournament, Turku                                   | Irina Embrich          | Johanna Bergdahl       |
| 28/10/2012 | Tournoi satellite, Copenhague                                | Emma Samuelsson        | Joanna Halls           |
| 11/11/2012 | Tournoi satellite, Arhus                                     | Lizzie Assi            | Julia Kirschen         |
| 18/11/2012 | Tournoi satellite, Antalya                                   | Gokce Gunac            | Maya Mansouri          |
| 25/11/2012 | Tournoi satellite, Oslo                                      | Sanne Gars             | Emma Samuelsson        |
| 01/12/2012 | Belgrade Trophy, Belgrade                                    | Maria Udrea            | Kata Mihaly            |
| 13/01/2013 | SAF Pokalen, Stockholm                                       | Kristina Kuusk         | Irina Embrich          |
| 20/01/2013 | World Cup, Doha                                              | Xu Anqi                | Ana Maria Brânză       |
| 03/02/2013 | Westend Grand Prix in Memoriam Sakovics Jozsef, Budapest     | Yana Shemyakina        | Anna Sivkova           |
| 09/02/2013 | Coupe du monde Sparkassen-Weltcup, Leipzig                   | Yana Zvereva           | Yin Mingfang           |
| 02/03/2013 | Challenge International de Saint-Maur, Saint-Maur-des-Fossés | Ana Maria Brânză       | Emese Szász            |
| 09/03/2013 | Ciudad de Barcelona, Barcelone                               | Anna Sivkova           | Imke Duplitzer         |
| 28/04/2013 | Tournoi international, Xuzhou (ex-Nankin)                    | Choi In-jeong          | Ana Maria Brânză       |
| 28/04/2013 | Cole Cup, Newcastle                                          | Caterin Bravo Aranguiz | Caitlin Chang          |
| 18/05/2013 | Épée internationale, Rio de Janeiro                          | Shin A-lam             | Britta Heidemann       |
| 18/05/2013 | Tournoi satellite , Split                                    | Julia Kirschen         | Kata Mihaly            |
| 24/05/2013 | Grand Prix, La Havane                                        | Ana Maria Brânză       | Emese Szász            |
| 05/06/2013 | Championnats asiatiques, Shanghai                            | Xu Anqi                | Joanna Halls           |
| 18/06/2013 | Championnats panaméricains, Cartagena                        | Courtney Hurley        | Katharine Holmes       |
| 19/06/2013 | Championnats d'Europe, Zagreb                                | Ana Maria Brânză       | Francesca Quondamcarlo |
| 26/06/2013 | Championnats d'Afrique, Le Cap                               | Sarra Besbes           | Ayah Mahdy             |
| 08/08/2013 | Championnats du monde, Budapest                              | Julia Beljajeva        | Anna Sivkova           |

## Fleuret individuel

### Palmarès Hommes
| Date       | Nom et lieu du tournoi                       | Vainqueur             | Finaliste            |
| 11/11/2012 | Tournoi satellite, Amsterdam                 | Tomasz Ciepły         | Rostyslav Hertsyk    |
| 02/12/2012 | Leon Paul satellite, Londres                 | Daniele Garozzo       | Lorenzo Mazza        |
| 26/01/2013 | Challenge International de Paris, Paris      | Andrea Baldini        | Jérémy Cadot         |
| 23/02/2013 | Tournoi Ciudad de A Coruña, La Corogne       | Artur Akhmatkhuzin    | Heo Jun              |
| 05/03/2013 | Fleuret de St-Pétersbourg, Saint-Pétersbourg | James-Andrew Davis    | Alexander Massialas  |
| 17/03/2013 | Coupe Ville de Venise, Venise                | Andrea Cassarà        | Gerek Meinhardt      |
| 23/03/2013 | Löwe von Bonn, Bonn                          | Andrea Baldini        | Andrea Cassarà       |
| 27/04/2013 | SK Trophée Séoul, Séoul                      | Andrea Cassarà        | Erwann Le Péchoux    |
| 05/05/2013 | Prince Takamado WC, Tokyo                    | Aleksey Cheremisinov  | Gerek Meinhardt      |
| 11/05/2013 | Tournoi satellite, Copenhague                | Roland Schlosser      | David Alexander      |
| 25/05/2013 | Copa Villa La Habana, La Havane              | Race Imboden          | Giorgio Avola        |
| 05/06/2013 | Championnats asiatiques, Shanghai            | Heo Jun               | Ryo Miyake           |
| 17/06/2013 | Championnats d'Europe, Zagreb                | Peter Joppich         | Aleksey Cheremisinov |
| 17/06/2013 | Championnats panaméricains, Cartagena        | Gerek Meinhardt       | Race Imboden         |
| 26/06/2013 | Championnats d'Afrique, Le Cap               | Mohamed Ayoub Ferjani | Mohamed Essam        |
| 09/08/2013 | Championnats du monde, Budapest              | Miles Chamley-Watson  | Artur Akhmatkhuzin   |

### Palmarès Femmes
| Date       | Nom et lieu du tournoi                       | Vainqueur            | Finaliste            |
| 02/02/2013 | The Artus Court PKO BP, Gdansk               | Arianna Errigo       | Astrid Guyart        |
| 09/02/2013 | Coupe du monde, Budapest                     | Inna Deriglazova     | Larisa Korobeynikova |
| 02/03/2013 | Fleuret de St-Petersbourg, Saint-Pétersbourg | Inna Deriglazova     | Larisa Korobeynikova |
| 09/03/2013 | Reinhold-Würth-Cup, Tauberbischofsheim       | Inna Deriglazova     | Elisa Di Francisca   |
| 23/03/2013 | Coupe du monde, Turin                        | Arianna Errigo       | Yulia Biryukova      |
| 24/03/2013 | Tournoi satellite, Copenhague                | Marta Cammilletti    | Ambre Civiero        |
| 28/04/2013 | SK Trophée Séoul, Séoul                      | Inna Deriglazova     | Astrid Guyart        |
| 04/05/2013 | Coupe du monde, Shanghai                     | Larisa Korobeynikova | Diana Yakovleva      |
| 25/05/2013 | Grand Prix, Marseille                        | Nzingha Prescod      | Carolin Golubytskyi  |
| 04/06/2013 | Championnats asiatiques, Shanghai            | Jeon Hee-sook        | Liu Yongshi          |
| 16/06/2013 | Championnats d'Europe, Zagreb                | Elisa Di Francisca   | Diana Yakovleva      |
| 16/06/2013 | Championnats panaméricains, Cartagena        | Lee Kiefer           | Nzingha Prescod      |
| 25/06/2013 | Championnats d'Afrique, Le Cap               | Inès Boubakri        | Eman Gaber           |
| 07/08/2013 | Championnats du monde, Budapest              | Arianna Errigo       | Carolin Golubytskyi  |

## Sabre individuel

### Palmarès Hommes
| Date       | Nom et lieu du tournoi                                       | Vainqueur                  | Finaliste            |
| 20/10/2012 | Tournoi satellite, Gand                                      | Amedeo Giani               | Tamás Decsi          |
| 11/11/2012 | Tournoi satellite, Amsterdam                                 | Seppe Van Holsbeke         | Alexander Crutchett  |
| 20/01/2013 | Glaive D’Asparoukh, Plovdiv                                  | Kamil Ibragimov            | Tiberiu Dolniceanu   |
| 09/02/2013 | Villa de Madrid, Madrid                                      | Fernando Casares           | Veniamin Reshetnikov |
| 16/02/2013 | Trophée Luxardo, Padoue                                      | Diego Occhiuzzi            | Veniamin Reshetnikov |
| 10/03/2013 | Gerevich-Kovacs-Karpati Grand Prix for the Mol Cup, Budapest | Nicolas Limbach            | Kim Kye-hwan         |
| 16/03/2013 | Tournoi satellite, Helsinki                                  | Ricardo Alberto Bustamante | Tamás Decsi          |
| 23/03/2013 | Sabre de Moscou, Moscou                                      | Nikolay Kovalev            | Diego Occhiuzzi      |
| 27/04/2013 | Coupe Akropolis, Athènes                                     | Áron Szilágyi              | Benedikt Wagner      |
| 27/04/2013 | Cole Cup, Newcastle                                          | Soji Aiyenuro              | Anthony Crutchett    |
| 04/05/2013 | Coupe du Monde, Chicago                                      | Matyas Szabo               | Áron Szilágyi        |
| 12/05/2013 | Tournoi satellite, Reykjavik                                 | Thomas Kolasa              | Caglayan Nehir Firat |
| 19/05/2013 | Sabre de Wolodyjowski, Varsovie                              | Aliaksandr Buikevich       | Diego Occhiuzzi      |
| 04/06/2013 | Championnats asiatiques, Shanghai                            | Gu Bongil                  | Kim Jung-hwan        |
| 18/06/2013 | Championnats panaméricains, Cartagena                        | Renzo Agresta              | Aleksander Ochocki   |
| 19/06/2013 | Championnats d'Europe, Zagreb                                | Tiberiu Dolniceanu         | Alexey Yakimenko     |
| 25/06/2013 | Championnats d'Afrique, Le Cap                               | Hichem Samandi             | Ahmed Amr            |
| 07/08/2013 | Championnats du monde, Budapest                              | Veniamin Reshetnikov       | Nikolay Kovalev      |

### Palmarès Femmes
| Date       | Nom et lieu du tournoi                | Vainqueur             | Finaliste                 |
| 26/01/2013 | Beazley Trophy, Londres               | Irene Vecchi          | Ekaterina Dyachenko       |
| 02/02/2013 | Trophée BNP Paribas, Orléans          | Olha Kharlan          | Dina Galiakbarova         |
| 23/02/2013 | Challenge Yves Brasseur, Gand         | Mariel Zagunis        | Olha Kharlan              |
| 02/03/2013 | Coupe du monde, Bologne               | Mariel Zagunis        | Ibtihaj Muhammad          |
| 16/03/2013 | Tournoi international, Antalya        | Olha Kharlan          | Mariel Zagunis            |
| 23/03/2013 | Grand Prix, Moscou                    | Olha Kharlan          | Sofia Velikaïa            |
| 27/04/2013 | Cole Cup, Newcastle                   | Þorbjörg Ágústsdóttir | María Belén Pérez Maurice |
| 04/05/2013 | Coupe du monde, Chicago               | Kim Ji-yeon           | Alina Komachtchouk        |
| 11/05/2013 | Tournoi satellite, Reykjavik          | Anna Bashta           | María Belén Pérez Maurice |
| 26/05/2013 | Coupe du monde, Tianjin               | Ekaterina Dyachenko   | Mariel Zagunis            |
| 06/06/2013 | Championnats asiatiques, Shanghai     | Kim Ji-yeon           | Lee Ra-jin                |
| 17/06/2013 | Championnats d'Europe, Zagreb         | Olha Kharlan          | Vassiliki Vougiouka       |
| 17/06/2013 | Championnats panaméricains, Cartagena | Mariel Zagunis        | Anne-Elizabeth Stone      |
| 27/06/2013 | Championnats d'Afrique, Le Cap        | Azza Besbes           | Mennatalla Ahmed          |
| 09/08/2013 | Championnats du monde, Budapest       | Olha Kharlan          | Ekaterina Dyachenko       |

## Épéepar équipes

### Palmarès Hommes
| Date       | Nom et lieu du tournoi                                    | Vainqueur  | Finaliste  |
| 27/01/2013 | Coupe du monde par équipes, Legnano                       | Suisse     | États-Unis |
| 17/02/2013 | Coupe du monde par équipes Heidenheimer Pokal, Heidenheim | Italie     | Hongrie    |
| 17/03/2013 | Coupe du monde par équipes, Tallinn                       | France     | Suisse     |
| 05/05/2013 | Coupe du monde par équipes, Paris                         | Italie     | Venezuela  |
| 26/05/2013 | Coupe du monde par équipes, Buenos Aires                  | Suisse     | Hongrie    |
| 09/06/2013 | Championnats asiatiques, Shanghai                         | Kazakhstan | Chine      |
| 18/06/2013 | Championnats d'Europe, Zagreb                             | Suisse     | Hongrie    |
| 19/06/2013 | Championnats panaméricains, Cartagena                     | Venezuela  | États-Unis |
| 29/06/2013 | Championnats d'Afrique, Le Cap                            | Égypte     | Maroc      |
| 11/08/2013 | Championnats du monde, Budapest                           | Hongrie    | Ukraine    |

### Palmarès Femmes
| Date       | Nom et lieu du tournoi                                 | Vainqueur  | Finaliste      |
| 21/01/2013 | Coupe du monde par équipes, Doha                       | Chine      | Estonie        |
| 10/02/2013 | Coupe du monde par équipes Sparkassen-Weltcup, Leipzig | Chine      | Hongrie        |
| 03/03/2013 | Coupe du monde par équipes, Saint-Maur-des-Fossés      | Russie     | Hongrie        |
| 10/03/2013 | Coupe du monde par équipes, Barcelone                  | Chine      | Russie         |
| 19/05/2013 | Coupe du monde par équipes, Rio de Janeiro             | Chine      | Ukraine        |
| 08/06/2013 | Championnats asiatiques, Shanghai                      | Chine      | Corée du Sud   |
| 21/06/2013 | Championnats d'Europe, Zagreb                          | Estonie    | Roumanie       |
| 21/06/2013 | Championnats panaméricains, Cartagena                  | États-Unis | Brésil         |
| 28/06/2013 | Championnats d'Afrique, Le Cap                         | Tunisie    | Afrique du Sud |
| 11/08/2013 | Championnats du monde, Budapest                        | Russie     | Chine          |

## Fleuret par équipes

### Palmarès Hommes
| Date       | Nom et lieu du tournoi                         | Vainqueur    | Finaliste  |
| 27/01/2013 | Challenge international de Paris, Paris        | États-Unis   | Allemagne  |
| 24/02/2013 | Coupe du monde par équipes, La Corogne         | Italie       | États-Unis |
| 24/03/2013 | Coupe du monde par équipes Löwe von Bonn, Bonn | Russie       | Allemagne  |
| 28/04/2013 | Coupe du monde par équipes, Séoul              | Italie       | États-Unis |
| 26/05/2013 | Coupe du monde par équipes, La Havane          | Russie       | États-Unis |
| 08/06/2013 | Championnats asiatiques, Shanghai              | Corée du Sud | Japon      |
| 20/06/2013 | Championnats d'Europe, Zagreb                  | Allemagne    | Pologne    |
| 20/06/2013 | Championnats panaméricains, Cartagena          | États-Unis   | Brésil     |
| 28/06/2013 | Championnats d'Afrique, Le Cap                 | Égypte       | Tunisie    |
| 12/08/2013 | Championnats du monde, Budapest                | Italie       | États-Unis |

### Palmarès Femmes
| Date       | Nom et lieu du tournoi                         | Vainqueur    | Finaliste    |
| 10/02/2013 | Coupe du monde par équipes, Budapest           | Italie       | France       |
| 03/03/2013 | Coupe du monde par équipes, Saint-Pétersbourg  | Italie       | Russie       |
| 10/03/2013 | Coupe du monde par équipes, Tauberbischofsheim | Italie       | Russie       |
| 24/03/2013 | Coupe du monde par équipes, Turin              | Italie       | Russie       |
| 05/05/2013 | Coupe du monde par équipes, Shanghai           | France       | Corée du Sud |
| 07/06/2013 | Championnats asiatiques, Shanghai              | Corée du Sud | Chine        |
| 18/06/2013 | Championnats d'Europe, Zagreb                  | Italie       | France       |
| 19/06/2013 | Championnats panaméricains, Cartagena          | États-Unis   | Canada       |
| 29/06/2013 | Championnats d'Afrique, Le Cap                 | Tunisie      | Égypte       |
| 10/08/2013 | Championnats du monde, Budapest                | Italie       | France       |

## Sabre par équipes

### Palmarès Hommes
| Date       | Nom et lieu du tournoi                | Vainqueur    | Finaliste |
| 10/02/2013 | Coupe du monde par équipes, Madrid    | Hongrie      | Chine     |
| 17/02/2013 | Coupe du monde par équipes, Padoue    | Italie       | Hongrie   |
| 24/03/2013 | Coupe du monde par équipes, Moscou    | Hongrie      | Russie    |
| 28/04/2013 | Coupe du monde par équipes, Athènes   | Allemagne    | Italie    |
| 05/05/2013 | Coupe du monde par équipes, Chicago   | Russie       | Italie    |
| 07/06/2013 | Championnats asiatiques, Shanghai     | Corée du Sud | Iran      |
| 21/06/2013 | Championnats d'Europe, Zagreb         | Italie       | Hongrie   |
| 21/06/2013 | Championnats panaméricains, Cartagena | États-Unis   | Canada    |
| 28/06/2013 | Championnats d'Afrique, Le Cap        | Égypte       | Tunisie   |
| 10/08/2013 | Championnats du monde, Budapest       | Russie       | Roumanie  |

### Palmarès Femmes
| Date       | Nom et lieu du tournoi                | Vainqueur    | Finaliste |
| 27/01/2013 | Corble Cup, Londres                   | Ukraine      | Russie    |
| 24/02/2013 | Coupe du monde par équipes, Gand      | Corée du Sud | Italie    |
| 03/03/2013 | Coupe du monde par équipes, Bologne   | Ukraine      | Italie    |
| 17/03/2013 | Coupe du monde par équipes, Antalya   | Ukraine      | Russie    |
| 05/05/2013 | Coupe du monde par équipes, Chicago   | États-Unis   | Hongrie   |
| 09/06/2013 | Championnats asiatiques, Shanghai     | Corée du Sud | Chine     |
| 20/06/2013 | Championnats d'Europe, Zagreb         | Russie       | Ukraine   |
| 20/06/2013 | Championnats panaméricains, Cartagena | États-Unis   | Mexique   |
| 29/06/2013 | Championnats d'Afrique, Le Cap        | Tunisie      | Égypte    |
| 12/08/2013 | Championnats du monde, Budapest       | Ukraine      | Russie    |